# Hadena draudti
Hadena draudti är en fjärilsart som beskrevs av Brandt 1938. Hadena draudti ingår i släktet Hadena och familjen nattflyn. Inga underarter finns listade i Catalogue of Life.